# Église Notre-Dame de Stonne

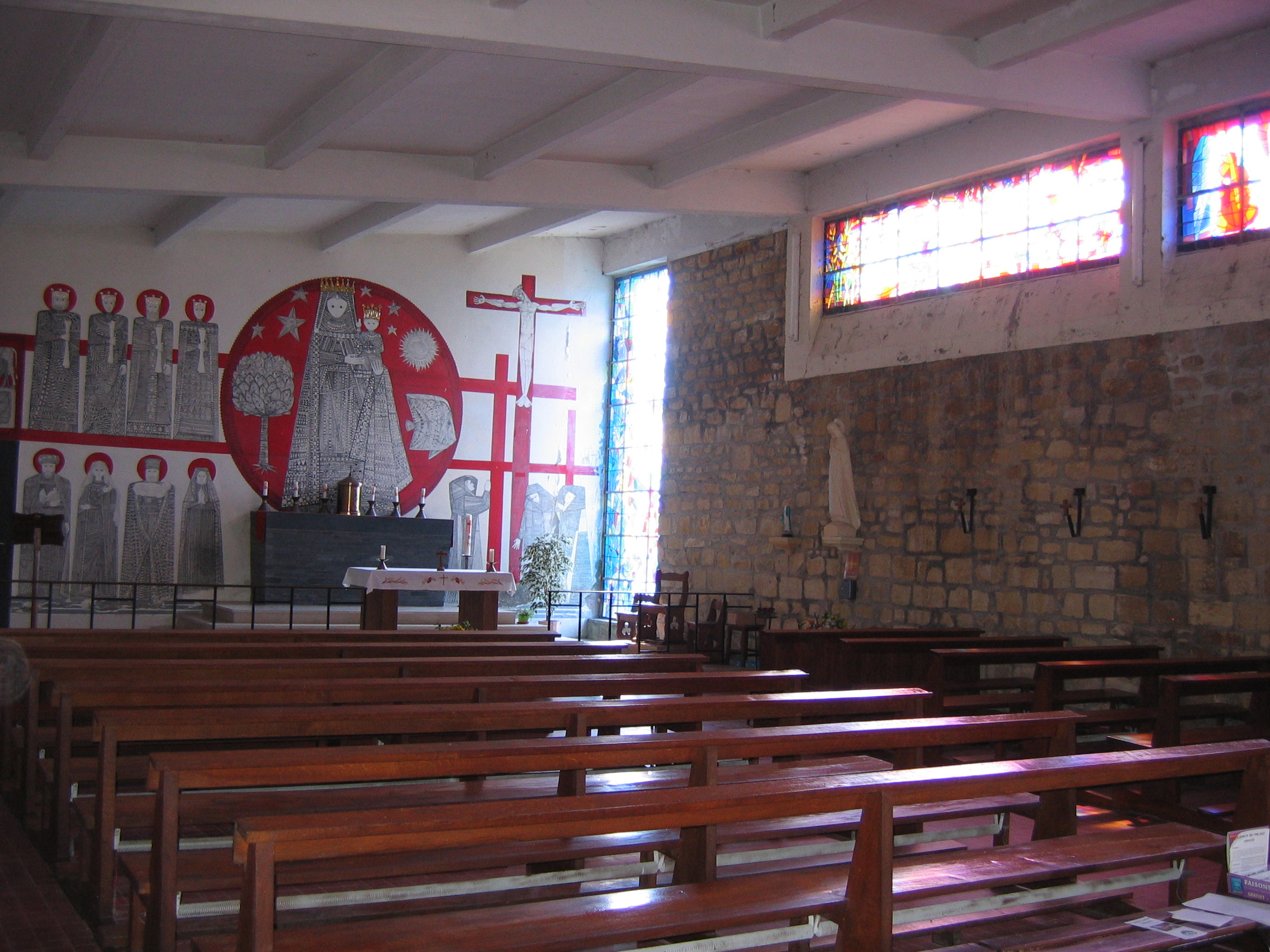
Vue d'ensemble de l'intérieur, avec le mur oriental et le mur méridional

L'église Notre-Dame est un édifice religieux, classé monument historique, situé à Stonne, en France. Déjà reconstruite au XVIIe siècle, cette église paroissiale a été fortement endommagée en mai 1940 durant la bataille de Stonne et cette nouvelle église a dû être édifiée sur son emplacement après la Seconde Guerre mondiale.

## Localisation
L'église est le long de la route principale (la D30, route menant aux Grandes-Armoises, et qui constitue dans le village, la rue du 15 mai 1940), à la sortie ouest de la localité, dans un virage. Elle est entourée d'un cimetière.

## Historique
Dans ce village installé sur une butte dominant la vallée de la Meuse et l'Argonne ardennaise, une église avait déjà été reconstruite en 1657, dans une période d'accalmie après la guerre de Trente Ans, qui s'est prolongée dans cette région par un conflit intérieur au royaume de France, la Fronde. Ces troubles successifs avaient pris fin officiellement par le traité des Pyrénées (signé en 1659), et grâce à l'implantation de défenses le long de la Meuse contre les incursions étrangères,. 
Cette précédente église avait été classée monument historique. À l'intérieur de cet ancien édifice, construit en briques, deux murs parallèles reposaient sur des piles, entre lesquelles cinq grandes arcades s'élevaient, délimitant les cinq travées de la nef principale. Cette nef était flanquée de bas-côtés. Le bas-côté nord avait disparu en 1817. Dans le prolongement de la nef, un chœur, constitué de deux travées, se dressait, formant un deuxième rectangle en saillie du plan rectangulaire du corps de l'église,. 
L'édifice est fortement endommagé lors des combats de la bataille de Stonne, entre le 14 et le 25 mai 1940. Une nouvelle église doit être reconstruite à son emplacement,. Le permis de construire est délivré le 15 mars 1956 et elle est inaugurée le 17 janvier 1960,. Cette nouvelle église est à nouveau classée monument historique le 31 mars 2015.

## Description
Le bâtiment construit dans la deuxième partie des années 1950 et inauguré en janvier 1960 diffère totalement de l'édifice précédent. Le plan est encore plus simple avec une nef unique (pas de bas-côtés) et un chœur à fond plat s'inscrivant dans ce même rectangle. Le plafond à caissons en béton armé blanchi est presque plat. À l'extérieur, une haute tour-clocher de forme carrée, où sonne une cloche, est accolée à la façade occidentale formée d'un auvent sous lequel s'ouvre la porte d'entrée.
Le mur oriental, derrière l'autel, est couvert d'une fresque de Maurice Calka. Lumineuse, avec des touches rouge vif sur un fond blanc et des traits noirs, elle représente de gauche à droite et de haut en bas plusieurs scènes traditionnellement associées à la Vierge Marie : l'Annonciation, la Visitation, la Nativité, la Présentation de Jésus au Temple, et, tout à droite, la Crucifixion. Juste avant la scène de la cruxifiction, la Vierge est représentée dans un disque rouge, portant son enfant sur son bras gauche, entourée de la symbolisation des quatre éléments, l'air avec le ciel, le feu avec les étoiles, la terre avec l'arbre, l'eau avec le poisson. Les personnages sont représentées de face ou de profil (excepté la nativité, en vue plongeante). Le style et l'encadrement des scènes dans des bandes peuvent évoquer les enluminures romanes. Une verrière de Robert Savary l'éclaire de côté, avec une colombe et des cloches pouvant évoquer Pâques, ou encore la libération de la France et la paix retrouvée. Le mur méridional est percé de baies horizontales, placées en hauteur, sous le plafond, et le mur septentrional de baies verticales. Ces baies apportent la lumière à travers des vitraux, là encore conçus par Robert Savary. Un vitrail en hauteur éclaire également les fonts baptismaux placés à côté de l'entrée.